# Rotostampaggio

Schema dell'apparecchiatura utilizzata per lo svolgimento dello stampaggio rotazionale lungo 2 assi di rotazione. Sono illustrate le diverse fasi del processo:
- In basso a destra: lo stampo con il materiale all'interno viene fatto ruotare e riscaldare;
- In basso a sinistra: viene raffreddato lo stampo;
- In alto: lo stampo viene aperto, viene espulso il pezzo ottenuto e viene caricato altro materiale nello stampo, in modo da ripetere il ciclo produttivo.

Il rotostampaggio, o  stampaggio rotazionale (in inglese rotational moulding), è una particolare tecnica di stampaggio dedicata quasi esclusivamente a creare oggetti cavi di grosse dimensioni in materiale plastico.
Tale processo consiste nell'introdurre il materiale plastico in polvere in uno stampo cavo che viene fatto ruotare (generalmente intorno a due assi) e viene riscaldato, in modo che il materiale fonda e possa aderire alle pareti in maniera omogenea.
Quindi lo stampo viene raffreddato ed aperto, quindi il manufatto viene estratto, in genere manualmente.
Lo stampo utilizzato per il rotostampaggio è costruito solitamente in metallo (solitamente alluminio) o in materiale composito.

## Storia

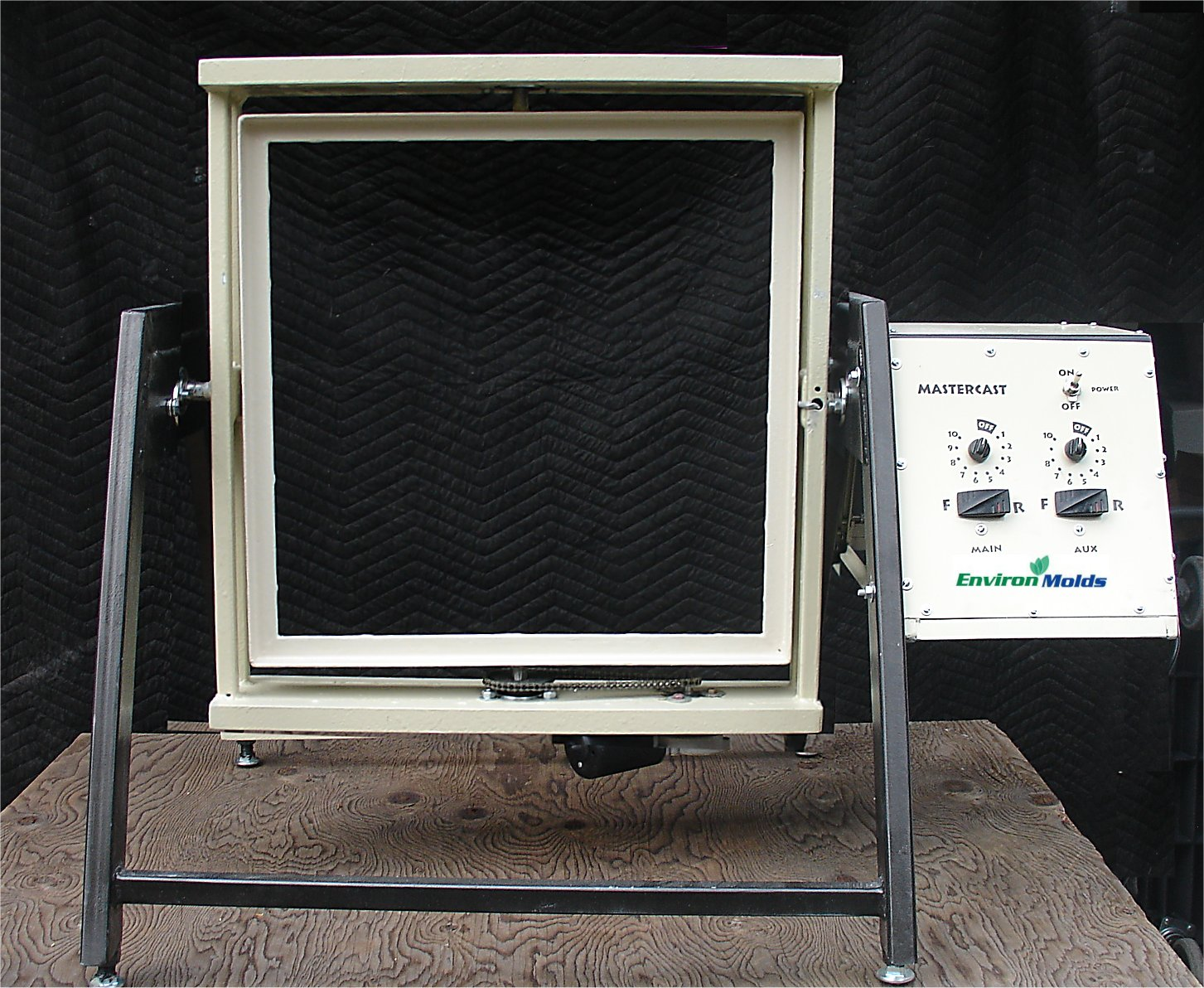
Apparecchiatura utilizzata per lo svolgimento del processo di stampaggio rotazionale.

Nel 1855 l'inglese R. Peters documenta il primo esempio di stampaggio rotazionale con rotazione biassiale, applicato nella produzione di involucri per pezzi di artiglieria e altri oggetti cavi.
Nel 1905 lo statunitense F.A. Voelke utilizzò lo stampaggio rotazionale per produrre manufatti in cera; seguendo le esperienze di Voelke, nel 1910 G.S. Baker e G.W. Perks misero a punto un processo per l'ottenimento di uova di cioccolato per stampaggio rotazionale.
Negli anni venti del novecento R.J. Powell applicò tale processo al gesso di Parigi.
Negli anni cinquanta si iniziò ad utilizzare lo stampaggio rotazionale nell'ambito delle materie plastiche. Una delle prime applicazioni fu la creazione delle teste delle bambole in PVC a partire da stampi in lega nichel-rame ottenuti (per elettroformatura) e utilizzando acqua per il raffreddamento del pezzo all'uscita dello stampo.
Seguirono quindi la produzione di altri giocattoli in materiale plastico, coni stradali e boe marine.
Nel 1976 fu fondata a Chicago la Association of Rotational Moulders (ARM), con lo scopo di sviluppare la consapevolezza sulla tecnologia e sulle metodiche produttive dello stampaggio rotazionale.
Negli anni ottanta il processo dello stampaggio rotazionale venne applicato anche al policarbonato, al poliestere e al nylon.

## Descrizione del processo

Rappresentazione animata delle fasi del processo di stampaggio rotazionale.

Il processo di stampaggio rotazionale coinvolge le seguenti fasi:
1. lo stampo viene caricato con il polimero (generalmente in polvere) e viene chiuso;
2. lo stampo viene fatto ruotare (lungo uno o due assi) all'interno di un forno, allo scopo di innalzare la temperatura del materiale e farlo aderire alle pareti dello stampo; tale fase deve svolgersi in un tempo idoneo: tempi troppo lunghi porterebbero infatti al degrado del materiale, mentre tempi troppo brevi non permetterebbero l'ottenimento di un materiale abbastanza omogeneo;
3. lo stampo viene raffreddato (tramite getti di aria o acqua nebulizzata) in modo che il materiale solidifichi e che si abbia il fenomeno del ritiro (intorno al 2% nel caso del polietilene lineare a bassa densità), il quale facilità la successiva fase di estrazione del pezzo dallo stampo; tale fase di raffreddamento avviene in genere in una decina di minuti; durante questa fase si ha una variazione della densità apparente del materiale; ad esempio nel caso del polietilene lineare a bassa densità (o LLDPE, che è il materiale più utilizzato nel rotostampaggio[senza fonte]) si ha una densità apparente iniziale (allo stato di polvere) di circa 420 g/dm3) per arrivare ad una densità finale media di circa 935 g/dm3;
4. lo stampo viene aperto in modo da avere l'espulsione del manufatto.

## I prodotti
Tra i diversi oggetti prodotti con il rotostampaggio vi sono:
- Imbarcazioni
- Serbatoi benzina per motocicli
- Serbatoi interrabili
- Cassonetti
- Vasi
- Arredo urbano
- Giocattoli
- Lampade
- Mobili.

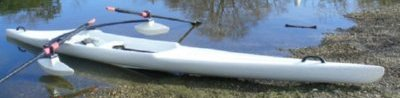
Imbarcazione ottenuta per stampaggio rotazionale
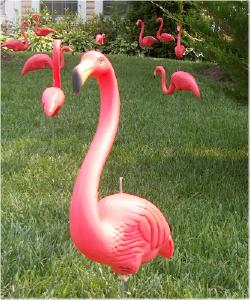
Fenicottero in materiale plastico ottenuto per stampaggio rotazionale
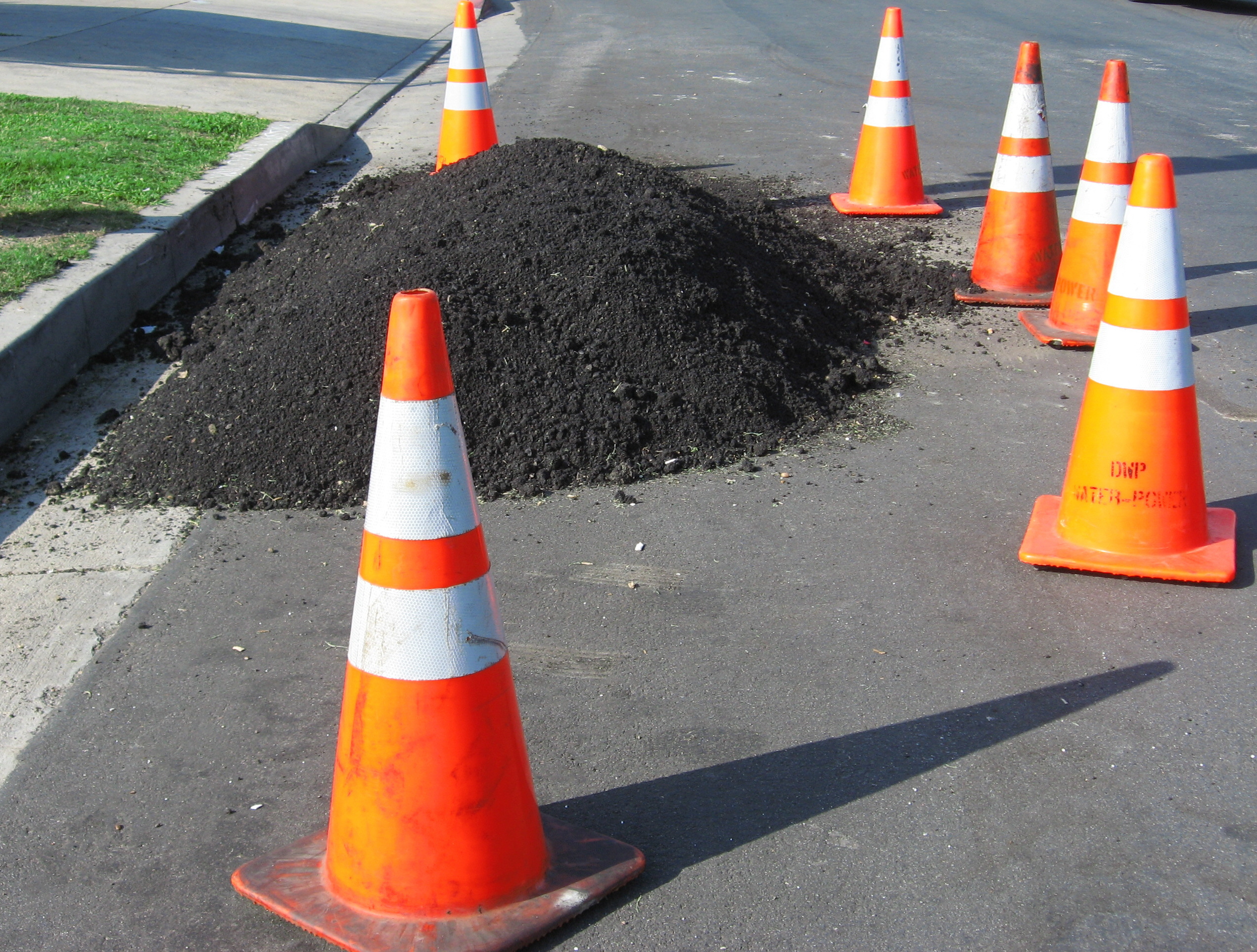
Coni stradali